# Otto Wegener
Otto Wegener (Helsingborg, 20 de gener de 1849 - París, 4 de febrer de 1924) va ser un fotògraf d'origen suec que va exercir a París a partir de 1867. Wegener s'instal·là a París el 1867 on va obrir un estudi fotogràfic al número 3 de la Place de la Madeleine. Obté ràpidament una bona reputació, especialitzant-se en els retrats de personalitats de la cultura i de l'espectacle. Signa les seves fotos amb el nom d'OTTO, en lletres d'or.
Va ensenyar la fotografia al príncep Eugeni de Suècia i va treballar com ajudant d'Edward Steichen. És cèlebre per les seves fotos de Isadora Duncan, de Marcel Proust i de Paul Verlaine.
Va participar a nombroses exposicions a França i a l'estranger. A partir de 1912, va fusionar el seu negoci amb Eugène Pirou, el seu principal competidor fins al moment. A partir de llavors signarien les fotos com a Otto et Pirou -3 place de la Madeleine.
El 23 de febrer de 1916, un incendi en el seu taller provoca unes destrosses prou importants. Va tenir un fill, Maurici Otto Wegener que va morir el 1918 durant la primera guerra mundial.
Va morir el 4 de febrer de 1924 al seu domicili, el número 13 del carrer de Miromesnil. Va ser enterrat el 7 de febrer al Cementiri del Père-Lachaise. El 2002, la seva concessió va expirar, pel que la seva tomba va ser suprimida i les seves restes van ser dipositades a l'ossera.

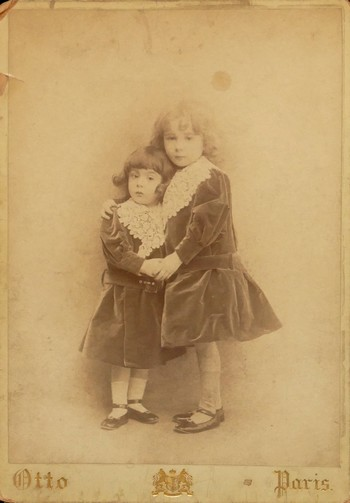
Robert i Marcel Proust cap a 1876.
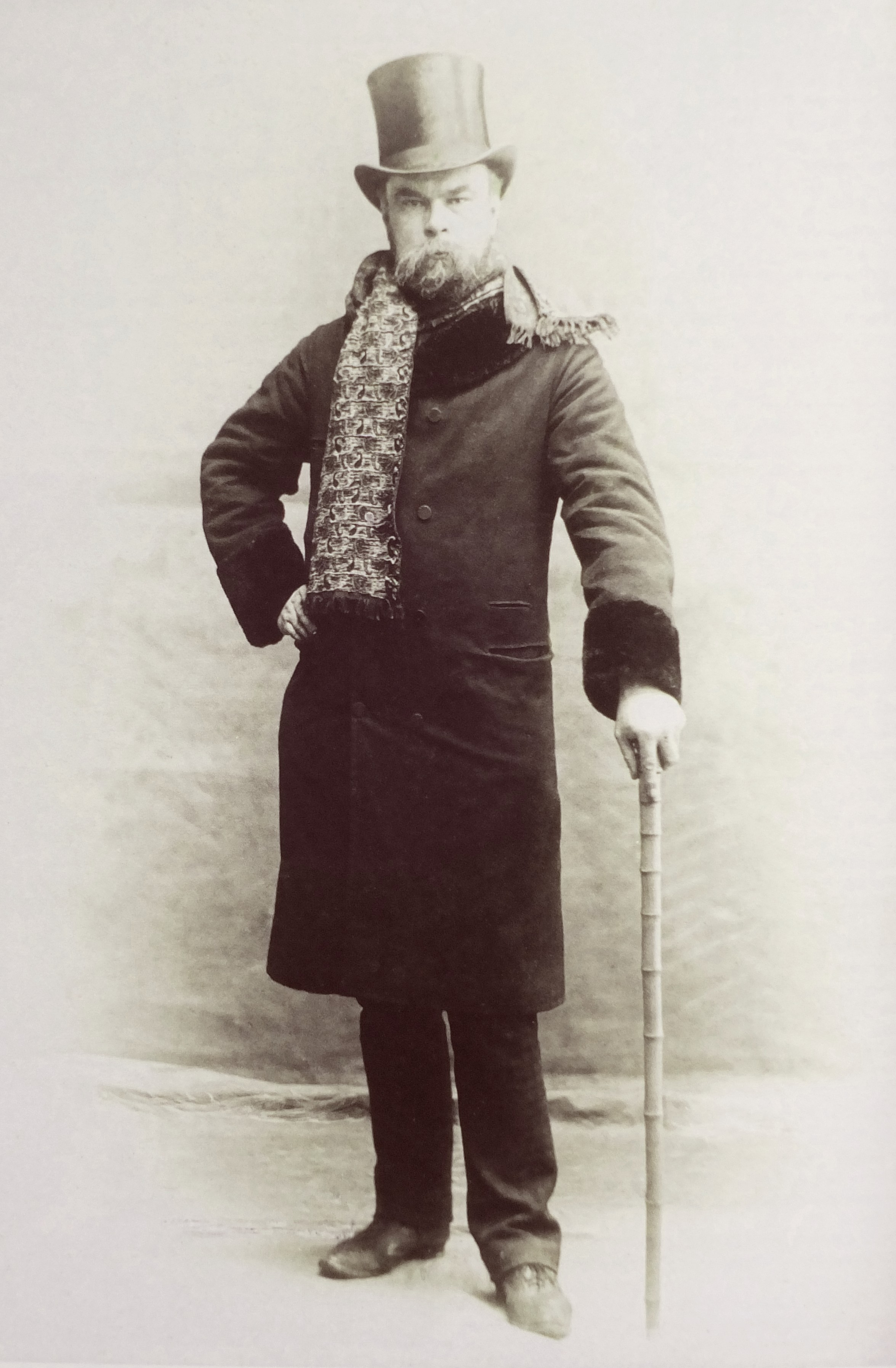
Una dels poses de la sèrie Paul Verlaine en 1893.
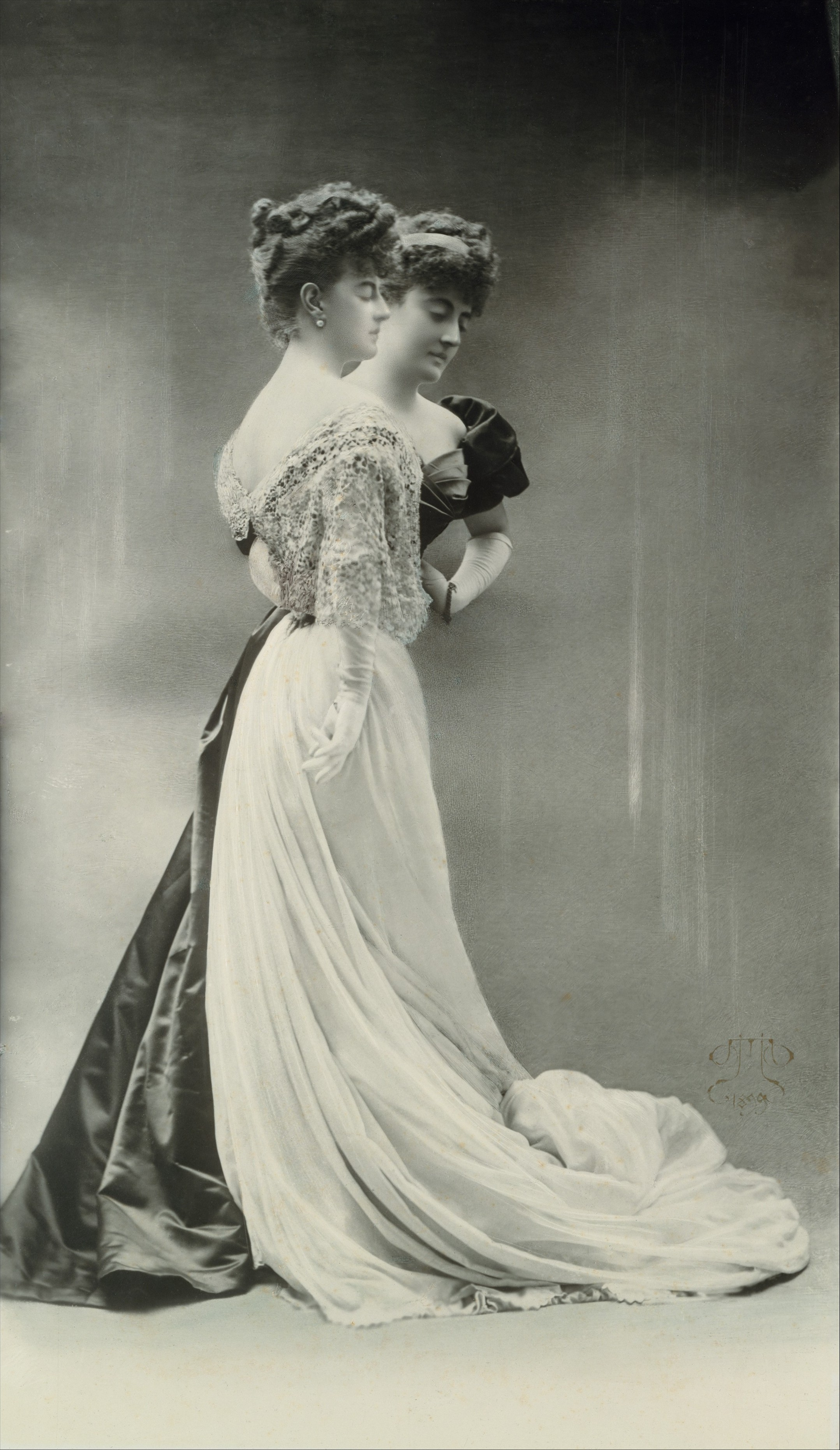
La comtesse Greffulhe, doble impressió.
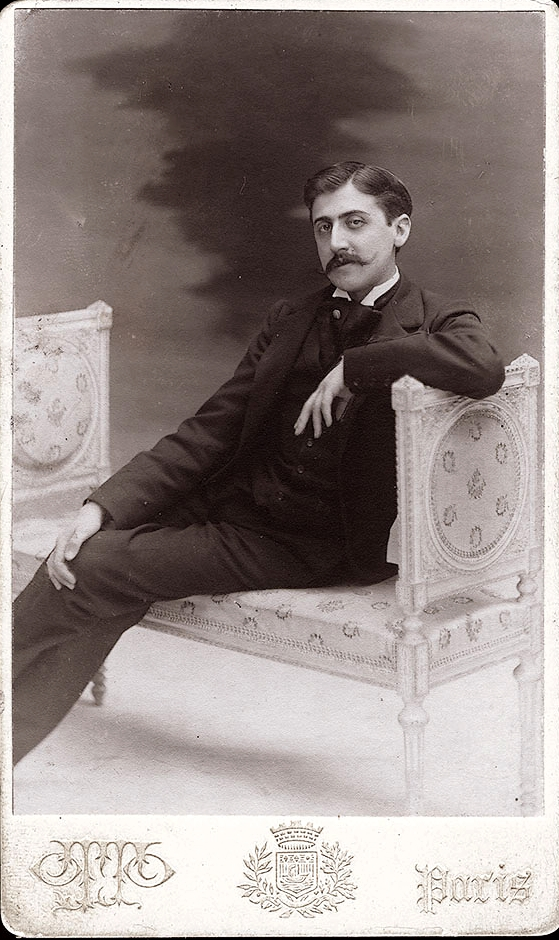
Marcel Proust en 1895.